# Xericeps
Xericeps es un género extinto de pterosaurio azdárquido cuyos restos se hallaron en estratos de los Lechos Kem Kem (los cuales datan de finales del Albiense o el Cenomaniense, durante el período Cretácico) en el sureste de Marruecos. Xericeps es conocido solo a partir de su espécimen holotipo, descrito originalmente en 2017.

## Historia y descubrimiento
El espécimen holotipo - FSAC-KK-10700 fue descubierto por mineros locales en Aferdou N'Chaft, una pequeña meseta cerca del pueblo oasis de Hassi el Begaa en la provincia de Errachidía en el sureste de Marruecos, cerca su frontera con Argelia, y consiste solo en fragmentos de las mandíbulas de un pterosaurio. El espécimen fue adquirido directamente en el sitio de la mina por el paleontólogo británico David M. Martill en enero de 2017, lo cual hizo posible establecer con certeza la localidad y horizontes estratigráficos precisos. Se cree que dicho horizonte correspondería a mediados del Cretácico, hace entre 113.0-93.9 millones de años. El nombre Xericeps proviene del término griego - xero - que significa "seco", en referencia al desierto del Sahara en el cual se hallaron sus fósiles, y el sufijo latino ~ ceps derivado de caput que significa "cabeza", en alusión al pico de la criatura, que recordaría a un fórceps. Por su parte, el nombre de la especie, curvirostris proviene del latín curvus que significa "curvado" y rostrum que se traduciría como rostro u hocico; esto en referencia al pico del espécimen que posee una notable curvatura dirigida hacia arriba. El material óseo corresponde a un animal adulto. El fósil es parte de la colección del Departamento de Geología (Paleontología) de la Facultad de Ciencias Aïn Chock, en la Universidad Hassan II en Casablanca.

## Descripción
Xericeps es un pterosaurio desdentado y de tamaño mediano. Martill et al. indicaron que el "tamaño mediano" se refiere a un rango de entre tres y ocho metros de envergadura, y Xericeps en particular se situaría en la parte inferior de dicho rango. La pieza de mandíbula tiene una longitud de 173 milímetros, y se hacía más estrecha hacia adelante, midiendo en la parte posterior veintiséis milímetros de alto y dieciséis de ancho, mientras que en la parte delantera alcanzaba doce milímetros de alto y ocho de ancho.
Los descriptores establecieron una autapomorfia, una característica derivada única, que demuestra que es un taxón válido. La sínfisis mandibular tiene una ranura longitudinal continua en la línea central en la parte inferior. La mandíbula también difiere en la forma de las crestas de Alanqa, un pterosaurio de las mismas capas geológicas.
Además, posee una combinación distinta de características. La mandíbula inferior está doblada hacia arriba, con la superficie superior formando también una curva hueca. La parte inferior no tiene quilla. También en la parte superior de la línea central hay una amplia ranura longitudinal entre las dos paredes ligeramente levantadas de la pierna del dentario en la parte posterior de la sínfisis. Esta depresión se va volviendo menos profunda. Las paredes laterales de los lados se hacen más gruesas en la parte delantera. En la parte delantera, los lados adquieren un perfil circular al ser vistos desde arriba.
Como se mencionó antes, las mandíbulas carecen de dientes. A lo largo de los bordes inferiores hay cinco pares de agujeros (forámenes) alargados, aberturas para conductos venosos.

## Clasificación
Las mandíbulas sin dientes curvadas aparecen en dos linajes de pterosaurios del Cretácico, Pteranodontoidea y Azhdarchoidea. Sin embargo, la presencia de forámenes es típica del último grupo, y Martill et al. clasificaron por tanto a Xericeps en el clado Neoazhdarchia. Es posible que Xericeps está estrechamente relacionado con Alanqa y pertenezca a la familia Azhdarchidae, ya que ambos poseen crestas elevadas. No obstante, esta relación no fue establecida con base en un análisis cladístico exacto.

## Paleoambiente
Los Lechos de Kem Kem se establecieron hace unos 95-100 millones de años, al comienzo del Cretácico Superior. Xericeps vivía en una llanura aluvial con clima subtropical, consistente en una serie de ríos, deltas y lagos pantanosos, junto con otros pterosaurios como Alanqa, Siroccopteryx y otros pterosaurios conocidos solo por fragmentos. Este hábitat también era frecuentado por grandes dinosaurios terópodos como Spinosaurus y Carcharodontosaurus, y el extraño saurópodo Rebbachisaurus. Martill et al. no llegaron a establecer dieta del animal con certeza, pero muchos de sus parientes cercanos eran depredadores terrestres de animales pequeños, y Alanqa en particular parece haber sido un depredador especializado de moluscos de concha dura.